# Selkäsaari (ö i Norra Savolax, Kuopio, lat 63,11, long 27,69)
Selkäsaari är en ö i Finland. Den ligger i sjön Sulkavanjärvi och i kommunen Siilinjärvi i den ekonomiska regionen  Kuopio ekonomiska region  och landskapet Norra Savolax, i den centrala delen av landet, 400 km norr om huvudstaden Helsingfors. Öns area är 1,6 hektar och dess största längd är 150 meter i sydväst-nordöstlig riktning.